# Biogeografía microbiana
La biogeografía microbiana es un subconjunto de la biogeografía, un campo que se ocupa de la distribución de organismos en el espacio y el tiempo. Aunque la biogeografía se centró tradicionalmente en plantas y animales más grandes, estudios recientes han ampliado este campo para incluir patrones de distribución de microorganismos. Esta extensión de la biogeografía a escalas más pequeñas, conocida como "biogeografía microbiana", está habilitada por los avances continuos en las tecnologías genéticas.
El objetivo de la biogeografía microbiana es revelar dónde viven los microorganismos, en qué abundancia y por qué. Por lo tanto, la biogeografía microbiana puede proporcionar información sobre los mecanismos subyacentes que generan y obstaculizan la biodiversidad. La biogeografía microbiana también permite predecir dónde pueden sobrevivir ciertos organismos y cómo responden a entornos cambiantes, lo que la hace aplicable a varios otros campos, como la investigación del cambio climático.

## Historia
Vladimir Shevyakov (1893) teorizó sobre el hábitat cosmopolita de los protozoos de vida libre. En 1934, Lourens Baas Becking, basándose en su propia investigación en los lagos salados de California, así como en el trabajo de otros en los lagos salados de todo el mundo, concluyó que "todo está en todas partes, pero el medio ambiente selecciona". Baas Becking atribuyó la primera mitad de esta hipótesis a su colega Martinus Beijerinck (1913).
La hipótesis de Baas Becking de la distribución microbiana cosmopolita sería cuestionada más tarde por otros trabajos.

## Biogeografía microbiana vs macroorganismo
La biogeografía de los macroorganismos (es decir, plantas y animales que se pueden ver a simple vista) ha sido estudiada desde el siglo XVIII. Para los macroorganismos, los patrones biogeográficos (es decir, qué conjuntos de organismos aparecen en lugares y tiempos específicos) parecen surgir tanto del ambiente pasado como del actual. Por ejemplo, los osos polares viven en el Ártico, pero no en la Antártida, mientras que lo contrario es cierto para los pingüinos; aunque tanto los osos polares como los pingüinos se han adaptado a climas fríos durante muchas generaciones (resultado de ambientes pasados), la distancia y los climas más cálidos entre los polos norte y sur impiden que estas especies se propaguen al hemisferio opuesto (resultado de ambientes actuales). Esto demuestra el patrón biogeográfico conocido como "aislamiento con distancia geográfica" por el cual la capacidad limitada de una especie para dispersarse físicamente en el espacio (en lugar de razones genéticas selectivas ) restringe el rango geográfico en el que se puede encontrar.
La biogeografía de los microorganismos (es decir, los organismos que no se pueden ver a simple vista, como los hongos y las bacterias) es un campo emergente habilitado por los avances continuos en las tecnologías genéticas, en particular, la secuenciación de ADN más económica con un mayor rendimiento que ahora permite el análisis de conjuntos de datos globales sobre biología microbiana a nivel molecular. Cuando los científicos comenzaron a estudiar la biogeografía microbiana, anticiparon la falta de patrones biogeográficos debido a la alta capacidad de dispersión y al gran tamaño de las poblaciones de microbios, que se esperaba que finalmente hicieran que la distancia geográfica fuera irrelevante. De hecho, en ecología microbiana, el dicho tan repetido de Lourens Baas Becking de que “todo está en todas partes, pero el entorno selecciona” ha llegado a significar que mientras el entorno sea ecológicamente apropiado, las barreras geológicas son irrelevantes. Sin embargo, estudios recientes muestran evidencia clara de patrones biogeográficos en la vida microbiana, lo que desafía esta interpretación común: la existencia de patrones biogeográficos microbianos cuestiona la idea de que "todo está en todas partes", al mismo tiempo que respalda la idea de que la selección ambiental incluye tanto la geografía como los eventos históricos que pueden dejar huellas duraderas en las comunidades microbianas.
Los patrones biogeográficos microbianos suelen ser similares a los de los macroorganismos. Los microbios generalmente siguen patrones bien conocidos, como la relación de disminución de distancia, la relación de rango de abundancia y la regla de Rapoport. Esto es sorprendente dadas las muchas disparidades entre microorganismos y macroorganismos, en particular su tamaño (micrómetros frente a metros), tiempo entre generaciones (minutos frente a años) y dispersabilidad (global frente a local). Sin embargo, existen diferencias importantes entre los patrones biogeográficos de microorganismos y macroorganismos, y es probable que resulten de diferencias en sus procesos biogeográficos subyacentes (por ejemplo, deriva, dispersión, selección y mutación). Por ejemplo, la dispersión es un proceso biogeográfico importante tanto para los microbios como para los organismos más grandes, pero los microbios pequeños pueden dispersarse en rangos mucho mayores y a velocidades mucho mayores al viajar a través de la atmósfera (para los animales más grandes, la dispersión está mucho más restringida debido a su tamaño). Como resultado, se pueden encontrar muchas especies microbianas tanto en el hemisferio norte como en el sur, mientras que los animales más grandes generalmente se encuentran solo en un polo en lugar de en ambos.

## Patrones distintos

### Gradiente de diversidad latitudinal invertido
Los organismos más grandes tienden a exhibir gradientes latitudinales en la diversidad de especies, existiendo una mayor biodiversidad en los trópicos y disminuyendo hacia las regiones polares más templadas. Por el contrario, un estudio sobre comunidades de hongos en interiores encontró que la biodiversidad microbiana era significativamente mayor en las zonas templadas que en los trópicos. El mismo estudio encontró que edificios drásticamente diferentes exhibían la misma composición fúngica interior en cualquier lugar dado, donde la similitud aumentaba con la proximidad. Por lo tanto, a pesar de los esfuerzos humanos para controlar los climas interiores, los ambientes exteriores parecen ser el determinante más fuerte de la composición fúngica interior.

### Distribuciones de latitud bipolares
Ciertas poblaciones microbianas existen en hemisferios opuestos y en latitudes complementarias. Estas distribuciones 'bipolares' (o 'antitropicales') son mucho más raras en los macroorganismos; aunque los macroorganismos muestran gradientes de latitud, el 'aislamiento por distancia geográfica' evita las distribuciones bipolares (por ejemplo, los osos polares no se encuentran en ambos polos). Por el contrario, un estudio sobre bacterias superficiales marinas mostró no solo un gradiente de latitud, sino también distribuciones complementarias con poblaciones similares en ambos polos, lo que sugiere que no hay "aislamiento por distancia geográfica". Es probable que esto se deba a las diferencias en el proceso biogeográfico subyacente, la dispersión, ya que los microbios tienden a dispersarse a grandes velocidades y largas distancias al viajar a través de la atmósfera.

### Variaciones estacionales
La diversidad microbiana puede exhibir patrones estacionales sorprendentes en una sola ubicación geográfica. Esto se debe en gran parte a la latencia, una característica microbiana que no se observa en animales más grandes y que permite que la composición de la comunidad microbiana fluctúe en la abundancia relativa de especies persistentes (en lugar de las especies reales presentes). Esto se conoce como la "hipótesis del banco de semillas" y tiene implicaciones para nuestra comprensión de la resiliencia ecológica y los umbrales para el cambio.

## Aplicaciones

### Panspermia dirigida
Panspermia sugiere que la vida puede distribuirse por todo el espacio exterior a través de cometas, asteroides y meteoroides. Panspermia supone que la vida puede sobrevivir en el duro entorno espacial, que presenta condiciones de vacío, radiación intensa, temperaturas extremas y escasez de nutrientes disponibles. Muchos microorganismos pueden evadir tales factores estresantes formando esporas o entrando en un estado de latencia metabólica baja. Los estudios de biogeografía microbiana incluso han demostrado que la capacidad de los microbios para entrar y salir con éxito del estado latente cuando sus respectivas condiciones ambientales son favorables contribuye a los altos niveles de biodiversidad microbiana observados en casi todos los ecosistemas. Por lo tanto, la biogeografía microbiana se puede aplicar a la panspermia, ya que predice que los microbios pueden protegerse del duro entorno espacial, saber emerger cuando las condiciones son seguras y también aprovechar su capacidad de latencia para mejorar la biodiversidad dondequiera que aterricen.
La panspermia dirigida es el transporte deliberado de microorganismos para colonizar otro planeta. Si el objetivo es colonizar un entorno similar a la Tierra, la biogeografía microbiana puede informar las decisiones sobre la carga útil biológica de dicha misión. En particular, los microbios exhiben rangos latitudinales de acuerdo con la regla de Rapoport, que establece que los organismos que viven en latitudes más bajas (cerca del ecuador) se encuentran dentro de rangos de latitud más pequeños que los que viven en latitudes más altas (cerca de los polos). Por lo tanto, la carga útil biológica ideal incluiría microorganismos generalizados de latitudes más altas que pueden tolerar una gama más amplia de climas. Esta no es necesariamente la elección obvia, ya que estos organismos generalizados también son raros en las comunidades microbianas y tienden a ser competidores más débiles cuando se enfrentan a organismos endémicos. Aun así, pueden sobrevivir en una variedad de climas y, por lo tanto, serían ideales para habitar planetas similares a la Tierra sin vida con condiciones ambientales inciertas. Los extremófilos, aunque lo suficientemente resistentes para soportar el entorno espacial, pueden no ser ideales para la panspermia dirigida, ya que cualquier especie extremófila requiere un clima muy específico para sobrevivir. Sin embargo, si el objetivo estaba más cerca de la Tierra, como un planeta o una luna en nuestro Sistema Solar, es posible seleccionar una especie extremófila específica para el entorno objetivo bien definido.